# Духовный, Семён Фишелевич
Семён Фи́шелевич Духо́вный (28 мая 1934, Флорешты, Бессарабия — 24 января 2006, Израиль) — советский и российский артист оперетты, баритон. Народный артист РСФСР (1981).

## Биография
Родился 28 мая 1934 года в бессарабском местечке Флорешты, в семье юриста (впоследствии прокурора Флорештского и Рышканского районов Молдавской ССР); мать была учительницей начальных классов. В послевоенные годы жил с родителями в Рышканах.
В 1960 году окончил Кишинёвскую консерваторию. Должен был дебютировать в роли Онегина в Воронежском музыкальном театре, однако, будучи в Челябинске, он показался главному режиссёру Свердловского театра музыкальной комедии и в том же 1960 году был принят в труппу театра. Дебютировал в новой постановке В. А. Курочкина — «Севастопольский вальс» К. Листова.
Мастер героико-драматического амплуа, снялся в фильмах-спектаклях: «Званый вечер с итальянцами» (1970), «Мелодии любви» (1974), «Я люблю оперетту» (1975), «Поздняя серенада» (1979).
В 1988 году покинул театр по состоянию здоровья и в 1990 году переехал в Израиль.
Скончался 24 января 2006 года.

### Семья
- Жена — Нина Григорьевна Духовная, выпускница Кишинёвского сельскохозяйственного института, редактор сельскохозяйственной литературы в Средне-Уральском книжном издательстве[4][5].

- Сын — Юрий Семёнович Духовный (род. 1957), режиссёр, выпускник Свердловского государственного театрального института.

- Брат — Лев Фишелевич Духовный (род. 1946), тренер по пауэрлифтингу, педагог-методист, автор научных публикаций, кандидат педагогических наук, заслуженный работник физкультуры и спорта Украины.

## Участие в спектаклях
- «Вольный ветер» И. Дунаевского — Янго
- «Лисистрата» Г. Дендрино — Ликон
- «Моя прекрасная леди» Ф. Лоу — Хиггинс
- «Пенелопа» А. Журбина — Клеонт
- «Поздняя серенада» В. Ильина — Гусятников
- «Последняя серенада» — Колясников
- «Принцесса цирка» И. Кальмана — Мистер Икс
- «Севастопольский вальс» К. Листова — капитан Аверин
- «Сердце балтийца» К. Листова — Славка Селиванов
- «Товарищ Любовь» В. Ильина — матрос Кошкин
- «Цыган-премьер» И. Кальмана — Пали Рач
- «Чёрный Дракон» Д. Модуньо — Ринальдо

## Роли в кино
- 1962 — Концерт — Дмитрий Аверин, Петри, Вася
- 1970 — Званый вечер с итальянцами (фильм-спектакль, творческое объединение «Экран») — Бонифас
- 1974 — Мелодии любви (фильм-спектакль) — Раджами, принц Лахорский
- 1975 — Я люблю оперетту (фильм-концерт, Свердловск-телефильм, Свердловский театр музыкальной комедии)
- 1979 — Поздняя серенада (фильм-спектакль) — Гусятников